# Гэри, Карлтон
Карлтон Майкл Гэри (англ. Carlton Michael Gary; 24 сентября 1950, Колумбус, Джорджия — 15 марта 2018) — американский серийный убийца, также известный как «Чулочный душитель». Был признан виновным в изнасиловании и убийстве 3 женщин, следствие считает, что Гэри также причастен как минимум ещё к 4 убийствам, серия убийств произошла в период с сентября 1977 по апрель 1978 года в Колумбусе, штат Джорджия, всего было зафиксировано 9 нападений. 15 марта 2018 года Гэри был казнён посредством смертельной инъекции. Сам Карлтон Гэри также настаивал на своей невиновности и более трех десятилетий вел борьбу за пересмотр дела и отмену смертного приговора. Его виновность даже спустя 30 лет после убийств ставится под сомнение и многими оспаривается.

## Биография
Карлтон Майкл Гэри родился 24 сентября 1950 года в Колумбусе, штат Джорджия. Рос без отца и воспитывался матерью, в Колумбусе семья Гэри проживала до 1966 года. Будущий преступник посещал школу «Carver High School». К 15 годам Гэри начал проводить больше времени на улице, его образ жизни сильно изменился, Карлтон начал принимать наркотики, результатом чего стали проблемы с законом, и низкая успеваемость, по причине чего в 1965 году Карлтон был вынужден перейти в школу «Spencer High School», однако из-за конфликта с руководством школы уже через два месяца — в январе 1966 года — Карлтон возвращается в предыдущее учебное заведение.
В том же году семья Гэри покидает Колумбус и переезжает в Форт-Майерс, штат Флорида. Там некоторое время Карлтон посещает школу «Dunbar High School», но быстро теряет интерес к учёбе, и в конце 1966 года окончательно бросает её. После чего около трех лет Карлтон Гэри перебивается непостоянными заработками. Там, не имея профессии, Гэри некоторое время работает чернорабочим, но затем испытывая недостаток материальных средств решается на совершение преступлений с целью наживы.

## Криминальная карьера
В 1967 году Гэри переезжает в город Гейнсвилл, штат Флорида, где некоторое время проживает и совершает преступления, так 31 октября 1967 года Гэри обвинили в угоне автомобиля, Гэри был осужден и несколько месяцев пробыл в заключении. После освобождения Карлтон вскоре был арестован и 17 марта 1968 года был обвинен в поджоге. Он снова оказывается за решеткой, после недолгого заключения Гэри покидает Флориду и останавливается в штате Коннектикут. Там он некоторое время зарабатывает на жизнь случайными заработками, пока в ноябре 1969 года в городе Бриджпорт не совершает очередное преступление, 26 ноября 1969 года Карлтон был арестован за нападение на полицейского, но отделывается административным штрафом.
В январе 1970 года Гэри появляется в штате Нью-Йорк. А уже в феврале и апреле того же года в отелях Хэмптон и Веллингтон были совершены убийства двух пожилых женщин Мэрион Брюйер и Нелли Фармер. На местах преступлений были найдены отпечатки пальцев Карлтона Гэри. Он был арестован и ему впервые предъявили обвинение в убийстве. Гэри идет на сделку со обвинителями, в результате чего он признался лишь в грабеже, и сдает своего сообщника Джона Ли Митчелла. Гэри активно сотрудничает со следствием и судом, в результате чего был обвинен только в грабеже, а обвинение в убийстве было предъявлено Метчеллу. В итоге Калтон Гэри был приговорен к 10 годам лишения свободы, которые отбывал в «Onondaga County Correctional Institution».
Карлтон Гэри был освобожден досрочно за хорошее поведение в начале 1975 года. Вскоре вместе с семьей он перебрался в Сиракьюс, а уже через четыре дня после этого в городе произошла волна грабежей, сопряженных с изнасилованиями пожилых женщин. Всего неизвестный совершил два нападения с разницей в четыре дня. Первая жертва была задушена, второй удалось выжить. Однако нападения были совершены под покровом ночи, по этой причине выжившая жертва не смогла внятно описать преступника. Карлтон Гэри никогда не обвинялся в совершении этих преступлений, однако уже в начале 1977 года он был возвращен в тюрьму за попытку сбыть краденные вещи.
2 января 1977 года в Сиракьюсе было совершено нападение на 55-летнюю Джин Фрост, женщину изнасиловали и попытались задушить, кроме того из дома пропали ценные вещи. Через 2 дня, 4 января 1977 года, Гэри арестован по обвинению в попытке убийства, во время обыска у него находят ряд предметов, которые предположительно были похищены во время ограбления из дома Фрост. Как и в случае с убийствами Фармер и Брюйер, Гэри признает свою вину в грабеже, но категорически отрицает свою причастность к попытке убийства женщины, в итоге преступника обвиняют в краже со взломом, лжесвидетельстве, сопротивлении аресту и нападении. Гэри был осужден, однако в заключении пробыл недолго.
В ночь на 23 августа 1977 года Карлтону Гэри удается совершить побег из исправительного учреждения, перепилив оконную решетку в своей камере с помощью украденной в тюремной мастерской ножовки по металлу. Он отправляется на родину в Колумбус, где долгое время скрывается в доме по адресу 1027 Фиск-Авеню (1027 Fisk Ave). После чего в городе происходит череда убийств.
11 сентября 1977 года 64-летняя Гертруда Миллер была найденной избитой, женщина была подвергнута изнасилованию, но осталась жива, на её шее преступник оставил её собственные чулки, что впоследствии станет сигнатурой «Чулочного душителя». Преступление произошло в двух кварталах от дома, где проживал Гэри. Через 5 дней, 16 сентября 1977 года 59-летняя Мэри Уиллис была найдена жестоко избитой, изнасилованной и задушенной её собственными чулками. Её украденный автомобиль позже найден на проспекте Беннера недалеко от Фиск-Авеню. 24 сентября 1977 года, 71-летняя Жан Дименштейн, найдена изнасилованной и задушенной чулками в собственном доме. 4 октября 1977 года Карлтон Гэри переезжает в дом по адресу 3231 Old Buena Vista Road. 21 октября 1977 года было совершено ещё одно убийство, 89-летняя Флоренс Шейбл также была задушена чулком в собственном доме, несмотря на преклонный возраст, пожилая женщина также подверглась сексуальному надругательству. 25 октября 1977 года 70-летняя Марта Термонд была изнасилована и задушена чулком у себя дома. Её тело было накрыто подушкой, одеялами и простынями. В ноябре 1977 года Гэри в очередной раз меняет место жительства и переезжает в другой район города. Он устраивается на работу на «Литейном заводе», но уже через месяц увольняется.
28 декабря 1977 года было совершено убийство 74-летней Кэтлин Вудрафф, женщина была изнасилована и задушена в её доме по адресу 1811 Buena Vista Road, недалеко от дома, где проживал Гэри. 11 февраля 1978 года было совершено нападение на 74-летнюю Рут Шоб, несмотря на свой возраст, женщина оказала злоумышленнику яростное сопротивление, в ходе борьбы женщине удалось вызвать полицию, однако преступнику удалось скрыться, жертва осталась жива, но получила травмы дыхательных путей из-за попытки удушения её же чулками.
В феврале 1978 года очередной жертвой серийного убийцы стала 78-летняя Милдред Бором, в её случае неизвестный в качестве орудия убийства использовал шнур из оконных жалюзи, которым он задушил жертву. Последним эпизодом стало убийство 61-летней Джанет Кофер, чье тело было обнаружено 20 апреля 1978 года, как и в предыдущих случаях, жертва была изнасилована и задушена чулками.
Карлтон Гэри в период с апреля по сентябрь 1978 года совершает в Коламбусе три ограбления, узнав, что он объявлен в розыск по подозрению в ограблениях, Гэри бежит из штата Джорджия и останавливается в городе Гринсвилл, штат Южная Каролина, там, не имея средств к существованию, Гэри ведет криминальную жизнь. С сентября 1978 по февраль 1979 года Гэри совершает серию ограблению ресторанов быстрого питания «Steak House», благодаря чему о нём пишут в газетах и дают ему прозвище Steak House Bandit. 15 февраля 1979 года Гэри грабит ресторан «Po Folks» в городке Гафни, штат Южная Каролина, но в попытке уйти с места преступления Карлтон был пойман.
Он признал себя виновным в серии ограблений, был осужден и в декабре 1979 года приговорен к 21 году лишения свободы. Однако 15 марта 1984 года Карлтон Гэри совершает побег из исправительного учреждения в городе Коламбия, штат Южная Каролина, и в очередной раз возвращается в родной Коламбус. Оказавшись на свободе, Гэри снова совершает серию ограблений ресторанов быстрого питания, 3 апреля 1984 года Гэри грабит ресторан городе Феникс и насилует женщину, которая там работает. 16 апреля 1984 года Гэри грабит ресторан в Гейнсвилле, штат Флорида.
22 апреля 1984 года Гэри совершает ограбление ресторана McDonald’s в городе Монтгомери, штат Алабама. Через несколько дней Карлтон возвращается опять в Гейнсвилл и совершает кражу в торговом центре Oaks. 3 мая 1984 года власти арестовывают Гэри в Олбани, штат Джорджия и предъявляют ему новые обвинения.

## Следствие и суд
Карлтону Гэри были предъявлены обвинения в убийстве женщин из числа тех жертв, которые погибли от рук неизвестного душителя. Основанием для обвинения послужили отпечатки пальцев Гэри, которые были обнаружены на оружии, похищенном из одного дома в Колумбусе, расположенном рядом с домом одной из жертв, убитой примерно в то же время серийным убийцей. Полиция предполагала, что ограбление совершил именно «чулочный душитель», это весьма косвенное доказательство послужило обоснованием для предъявления обвинения в суде 9 мая, после того как он пытался совершить попытку самоубийства, тогда же были представлены другие доказательства — его разрозненные признательные показания, которые он якобы дал 4 мая — на следующий день после ареста.
Следствие продолжалось до августа 1986 года, за это время прокуратура собирала доказательную базу на Карлтона Гэри. Суд начался в августе 1986-го года и прошел с изобилием процессуальных ошибок. В качестве доказательной базы, изобличающей Гэри как «чулочного душителя», были представлены его отпечатки пальцев, которые были найдены на месте убийств трех женщин. Одна из выживших женщин — Гертруда Миллер — опознала Гэри в зале суда как человека, ворвавшегося в её дом и изнасиловавшего её в сентябре 1977 года. Кроме этого, в суде были продемонстрированы протоколы признательных показаний, который Гэри якобы дал в течение 8 часов 4 мая 1984 года после своего ареста. На основании этих доказательств и не совсем достоверных показаниях Карлтон Гэри вердиктом присяжных заседателей был признан виновным и 27 августа 1986 года был приговорен к смертной казни.

## Вероятность судебной ошибки
Практически сразу после осуждения возникли споры о виновности Гэри и обоснованности его осуждения. Выяснилось, что адвокатам Карлтона Гэри не была дана возможность полностью ознакомиться с доказательной базой обвинения, кроме этого Гэри во время следствия неоднократно настаивал на замене своих защитников, предоставленных государством, которые, по его мнению, не выполняли в полной мере своих обязанностей, на основе этих фактов было выявлено нарушение конституционных прав обвиняемого. Также выявились серьёзные недостатки в деле сопоставления волос и семенных жидкостей преступника и обвиняемого. Лобковые волосы Гэри не соответствовали найденным на телах жертв. Аналогичным образом выяснилось, что существуют определённые биохимические различия между его семенной жидкостью и семенной жидкостью, оставленной убийцей на жертвах преступлений. Обвинители не дали вовремя ознакомиться с этими данными адвокатам Карлтона и эти доказательства не были продемонстрированы в суде. Кроме этого, были выявлены нарушения составления протоколов допросов Гэри в мае 1984 года. На протоколах, представленных в суде, не были проставлены даты и отсутствовали аудиозаписи, что в то время было необходимым условием для составления признательных показаний.
Кроме этого, Гэри справедливо отметил, что в его отношении была нарушена презумпция невиновности, когда окружной прокурор Смит заявил присяжным заседателем, в котором из 12 человек было всего лишь трое чернокожих, что Гэри совершил убийство Нелли Фармер в 1970-м году. Это было уголовно-процессуальным нарушением, так как вина Гэри в её убийстве доказана не была. Самым главным спорным моментом этого судебного процесса стал факт обнаружения отпечатков пальцев Карлтона Гэри на месте убийств спустя 6 лет после их совершения. Отпечатки пальцев Гэри находились в дактилоскопической базе данных США с 1967 года, с момента совершения Гэри первого им преступления. Причинам, по которым столь долгое время следователи не смогли идентифицировать преступника, так и не было дано никакого рационального объяснения. Вероятность лжесвидетельства и подтасовки фактов в суде, а также состав коллегии жюри присяжных с преобладанием белых привели общественность к объективному мнению, что Гэри не получил справедливого суда и в отношении него было ярко выражено проявление расовой сегрегации. На основании этих фактов и нарушений Карлтон Гэри собрал новую команду адвокатов, которая начала составлять апелляционный документ для подачи апелляции. В 1992 году защите Гэри удалось подать апелляцию в Верховный суд штата Джорджия, который, в свою очередь, обязал окружной суд города Коламбуса провести расследование об неэффективности работы адвоката Карлтона.
12 июня 1989 года суд выводит вердикт, что конституционные права нарушены не были и 6 марта 1990 года Верховный суд Джорджии подтверждает осуждение и смертный приговор Гэри. Впоследствии защита Гэри ещё неоднократно подавала апелляции в вышестоящие суды штата Джорджия, но все они были отклонены. Однако в 1997 году с развитием технологии ДНК-тестирования. Карлтон Гэри и его команда адвокатов собрала новый апелляционный документ и потребовала анализы семенной жидкости, оставленной на месте убийств преступников, для того чтобы провести генеалогическое исследование и доказать невиновность Гэри, однако на досудебных слушаниях прокурор Пуллен засвидетельствовал, что образцы были уничтожены на причудливых основаниях, что они представляют собой «биологическую опасность». Сторонник обвинения, помощник генерального прокурора штата Джорджия Сьюзан Болейн, заявила, что в любом случае тесты не имеют значения, так как они докажут, что Гэри в лучшем случае не изнасиловал жертв.
В 2004 году Гэри подал апелляцию в 11-й окружной суд с целью провести судебно-трасологическую экспертизу следов зубов, оставленных убийцей на теле одной из жертв, но суд отклонил его апелляцию на основании того, что слепок зубов «чулочного душителя» был уничтожен за прошедшие десятилетия. Последним шансом Карлтона Гэри была подача апелляции в Верховный суд США. 1 декабря 2009 года Верховный суд США отклоняет апелляцию Гэри и назначает дату казни на 16 декабря, но в тот же день аннулирует постановление о казни и отправляет дело на рассмотрение доказательств ДНК-тестирования следов, оставленных «чулочным душителем» на телах тех жертв, в убийстве которых Гэри не обвиняли. Итог результатов тестирования вышел неоднозначным, профиль ДНК Карлтона Гэри совпал с профилем ДНК убийцы в случае с убийством Жан Дименштейн, а в случае с убийством Марты Турмонд и нападения на Гертруду Миллер ДНК-тестирование показало полное несоответствие ДНК-профилей.
В 2012 и 2013 году велись судебные тяжбы за доказательство непричастности Гэри в убийстве Трумонд и нападении на Гертруду Миллер, но 21 ноября 2013 года окружной судья Джулия Слейтер объявляет вердикт, что ДНК-тест Марты Трумонд испорчен в лаборатории и таким образом считается недействительным, а в случае с нападением на Гертруду Миллер — защита не смогла доказать, что Миллер во время совершения на неё нападения была одета в одежду, на которой были обнаружены следы семенной жидкости. После того как Карлтон Гэри исчерпал все возможности добиться отмены приговора и назначения нового судебного разбирательства, Верховный суд штата Джорджия 23 февраля 2018 год постановил дату казни на 15 марта 2018-го года.

## Казнь
Карлтон Гэри был казнен посредством смертельной инъекции 15 марта 2018 года в тюрьме «Georgia Diagnostic and Classification Prison», расположенной в городе Джэксон, округ Баттс. Перед казнью Гэри отказался от традиционного для смертников последнего ужина, предпочтя пищу, которую подавали на ужин в тот день всем остальным заключенным тюрьмы. От последнего слова Гэри также отказался.

## Личная жизнь
В 1970 году Гэри Карлтон женился на девушке по имени Шейла. В браке рождается двое детей. Многие аспекты характера Карлтона Гэри были практически несопоставимы с профилем серийного убийцы. Несмотря на обширную криминальную карьеру, Гэри был также известен как талантливый музыкант. Он играл в нескольких малоизвестных коллективах как басист и клавишник, с которыми выступал в клубах по всему северо-востоку США. Обладая атлетическим телосложением и эффектной внешностью, Гэри, в то время как в Коламбусе происходила серия убийств, подрабатывал моделью одежды для модного магазина «Movin’ Man» в центре города, реклама с его участием появлялась по местному телевидению до пяти раз в день в течение 1978 года. Обладая привлекательностью, Гэри пользовался успехом у женщин. Уже после его ареста несколько его бывших девушек заявили о том, что Карлтон никогда не демонстрировал деструктивного поведения, противоречащего нормам сосуществования людей и его общество никогда не приносило психологического дискомфорта. В 1996 году, уже будучи в заключении, Карлтон женился на медсестре из Феникса и удочерил её дочь.

## Уильям Хэнс
В 1978 году был арестован ещё один афроамериканец Уильям Хэнс, который был обвинен в совершении убийств 3 женщин в Коламбусе. Хэнс некоторое время считался основным подозреваемым в совершении убийств пожилых женщин, совершенным «Чулочным Душителем», и хотя доказательств этому найдено не было и Хэнс был осужден за другие убийства, споры о виновности Хэнса в совершенных преступлениях, как и о виновности Гэри, велись долгие годы, приведшие к дискуссиям о расовой дискриминации чернокожих в штате Джорджия.